# Støren
Støren est une ville norvégienne, centre administratif de la commune de Midtre Gauldal située dans le comté de Trøndelag.
Le nom de Støren est dérivé du mot norvégien staur qui signifie bâton utilisé pour la construction d'une clôture spéciale appelée skigard. La population s'élevait à 2 329 habitants en 2019.

## Histoire
Après avoir été le chef-lieu d'une commune homonyme, Støren devient le centre administratif de Midtre Gauldal lors de la création de cette commune en 1964.

## Transports
C'est à Støren que se rejoignent les lignes de Dovre et de Røros.

## Culture
Le film norvégien Bør Børson a fait de Støren une ville célèbre. Dans ce film, le personnage principal, Bør Børson visite la boulangerie de la ville. Cette boulangerie est toujours active, et est très bien cotée.